# شتربان

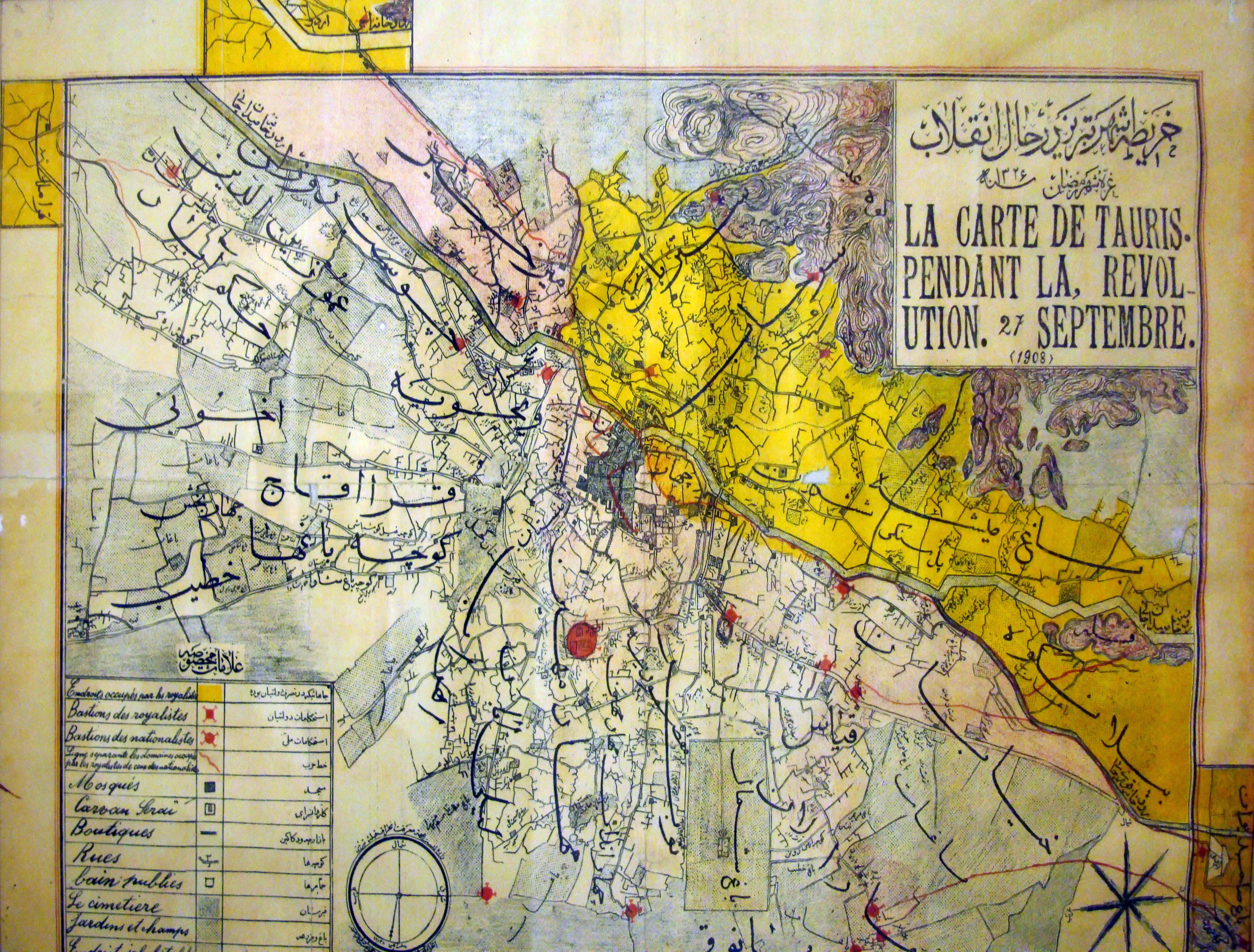
نقشه محلات تبریز -از جمله شتربان- در دوران مشروطه، سال ۱۹۰۸

شُتُرْبانْ (به ترکی آذری: دوه‌چی) به یکی از کوی‌های تاریخی و بزرگ شهر تبریز است. این کوی از سوی شمال به کوه سرخاب، از سوی جنوب به رودخانهٔ مهران‌رود ، از سوی خاور به کوی سرخاب و از سوی باختر به کوی امیرخیز می‌رسد. مسجد عربلر مهمترین مسجد در میان مساجد سی‌گانهٔ کوی شتربان است. امامزاده سید ابراهیم، درهٔ گرو و میدان صاحب‌الامر نیز در این کوی هستند. سنگ‌نوشتهٔ بسم‌الله‌الرحمن‌الرحیم اثر میرزای سنگلاخ پیش‌تر در امامزاده سید ابراهیم نگهداری می‌شد که بعدها به موزهٔ آذربایجان منتقل شده‌است. بیشتر اهالی این کوی به همراه کوی‌های باغمیشه،قراملک، سرخاب و ششگلان هنگام جنبش مشروطه ایران مخالف مشروطه بوده و با اهالی کوی‌های خیابان و امیرخیز که هوادار مشروطه بودند مخالفت کرده و با آنها درگیر جنگ داخلی شدند.

## وجه تسمیه
- کوی دوه‌چی در کتب و منابع تاریخی به‌صورت «ساربان» نیز نوشته شده‌است. تا اواخر دههٔ چهارم خورشیدی ساکنان این کوی که بیشتر آنان بازرگان بودند برای حمل و نقل کالا و اجناس خود شتر به کار می‌بردند. از آنجا که واژهٔ دوه در زبان ترکی آذربایجانی به معنای شتر است احتمال می‌رود این منطقه بدین جهت دوه‌چی (شتربان) خوانده شده‌است.[۱] تااوایل قرن چهاردهم شمسی دو شغل عمده بین ساکنان کوی دوه چی وجود داشت یعنی اکثریت ساکنان کوی یا بازرگان بودند یا کاروانسرا داشتند و هر خانواده ای به هر تجارتی مشغول بود نام خانوادگی اش را مطابق با پیشه اش یا محلی که با آنجا تجارت داشت را انتخاب می نمود مانند: زعفرانچی، ریسمانچی ،فرشچی،ایروان چی،ورشوچی و... . در کاروانسراها محمولات بازرگانان جمع میشد و ساربانها با شتر حامل محمولات تجاری در مسیر قفقاز و اروپا و شام در رفت آمد بوند . اینان بنیانگذاران حمل و نقل سنتی و غیر ماشینی بودند و بدینگونه کوی بنام دوه چی لر(شتربان )و بعدا بنام دوه چی نامیده شد . از جمله حاج علی دوه چی و حاج خداقلی و حاج خلیل دو چی و حاج میرزامحمد و حاج علی ایرلو که به این شغل اشتغال داشتند  .

## آثار تاریخی
- آب‌انبار مشیرالتجار
- بازارچهٔ دوه‌چی
- پل ملامحمد دایی
- حمام وزیر
- خانهٔ حاج سید یزدانی
- خانهٔ حاج علی‌اکبر شله چی
- خانهٔ حاج کریم
- خانهٔ حاج مطلب‌خان
- خانهٔ قدیم حجت‌الاسلام
- خانهٔ میرابوالفضل
- خانهٔ میرزا اسحاق‌خان
- کاروانسرای آقاآجچی
- کاروانسرای حاج حسین
- کاروانسرای حاج خلیل
- کاروانسرای حاج محمدجعفر
- کاروانسرای حاج میرزا محمدامین
- کاروانسرای حسن
- کاروانسرای کربلایی الله‌وردی
- کاروانسرای مشهدی جعفر
- کاروانسرای مشهدی محمد
- کاروانسرای ملامحمد دایی
- کاروانسرای میرزا ابراهیم
- کاروانسرای عشقی علی مرددل ایرلو
- کاروانسرای میرزا رضا صابون‌پز
- گورستان دوه چی
- مدرسهٔ میرزا مهدی
- مسجد دباغ‌خانه
- میدان صاحب‌الامر
- سامان میدانی
- یخچال
- یخچال خرابه
- میدان صاحب آباد
- کاخ هشت بهشت (باغ صاحب آباد)
- مسجد حسن پاشا
- کوی اسلامیه (داش دربندی)

طاق نصرت؛ دسته‌های جشن محله‌های شتربان و ششگلان در سالگرد پیروزی مشروطه؛ ۱۳۲۵ هجری.

امروزه برخی از این آثار از میان رفته‌اند.

## نقل‌قول‌ها
نادر میرزا در خاطرات خود کدخدای شتربان را حاجی میرزا موسی خان کدخداباشی که جد خانواده آهی و کدخدایی می باشد معرفی کرده که بعد از حاجی میرزا موسی خان پسر ارشد ایشان علی اکبر خان کدخدا باشی زاده به جای ایشان شغل کدخدایی را به عهده گرفت که قبل از حکومت پهلوی آخرین کدخدای شتربان بودند و همچنین دربارهٔ قنات‌های این کوی می‌نویسد:
قنات امام جمعه:
این کهریز بزرگ که رودی است روان از مشرق می‌آید. این قنات را حاجی میرزا لطفعلی امام جمعه حفر نموده‌است.
قنات امیرنظام:
این کهریز، بساتین نزدیک به قنطرهٔ آجی را آبیاری نماید. این قنات را امیر بزرگ محمدخان زنگنه امر به حفر نموده.